# タイチュ (イェヘナラ氏)
タイチュはイェヘナラ氏女真人。イェヘ部主・チュクンゲの子、初代イェヘ国主・チンギヤヌおよびヤンギヌ兄弟の父。

## 素性
タイチュに就いては、一族との関係性を除いて委細な記載は遺っていない。学者の王冬芳は『明世宗實錄』(巻459) に登場する「台出」なる人物をタイチュとみている。なお、『明世宗實錄』中の「台出」に関する記事は以下の二つが確認できる。
嘉靖31 (1552) 年旧暦9月21日 (巻389)：
```
○庚子、
海西
ノ……阿刺衞ノ指揮僉事・
台出
……各(おのおの)
勅書
ヲ洗改シ、都指揮ノ例ヲ以テ賞ヲ得タリケリ。邊吏失察セリ。詔シテ副總兵・岳懋等ノ俸三月ヲ奪ヒ、……
```

嘉靖37 (1558) 年旧暦5月13日 (巻459)：
```
○
海西夷
ノ
都督
・
王台
等、紫河堡デ邊ヲ盜ミタル夷酋・
台出
(/台州)等、及ビ掠ムル所ヲ執ヘ、來リテ獻リケリ。因リテ其ノ部下ノ爲ニ陞賞ヲ求メケリ。
上
其ノ忠順ヲ嘉シ、之ヲ許シケリ……
```

仮にこの二つを同一人物とする場合、巻389の記事に「阿剌衞指揮僉事」とある為、父・チュクンゲの治めた塔魯木衛にはいなかったということになる。なお、道光年間に編纂された『葉赫那蘭氏八旗族譜』ではチンギヤヌ、ヤンギヌ兄弟をタイチュの弟・台坦住の息子、即ちタイチュの甥としている。

## 子孫
- 子・チンギヤヌ：初代イェヘ西城主。
  - 孫・ブジャイ：二代イェヘ東城主。
- 子・ヤンギヌ：初代イェヘ東城主。
  - 孫・ナリムブル：二代イェヘ東城主。
- 娘・温姐：初代ハダ国主・ワンの妻妾。後にワンの私生子・カングルが娶った。
  - 外孫・メンゲブル：四代ハダ国主。

## 脚註
1. 1 2  “疆域六”. 滿洲源流考. 13. 四庫全書. "達喜穆魯衞舊訛塔魯木今改正明實錄永樂四年置爲葉赫國地部長祝孔額嘗授達喜穆魯衞都督僉事即明時所稱北關也太祖乙未年滅之考葉赫相近惟達喜穆魯山南爲古尼河北爲葉赫傳聞不審誤倒其音耳"
2. ↑  “叶赫部首领逞加奴兄弟的兴衰”. 大清国的由来与去向·王冬芳文集. 社会科学文献出版社. p. 101
3. ↑  原文は「阿刺衛」になっているが、恐らく刺と剌の見間違いによる誤植。
4. ↑  “疆域六”. 欽定滿洲源流考. 13. 四庫全書. "阿爾拉山衛舊訛阿剌今改正永樂五年二月置按阿爾拉山在黒龍江境内"

## 参照

### 史籍
- 徐階, 張居正『明世宗肅皇帝實錄』1577 (漢文) ＊中央研究院歴史語言研究所版
- 愛新覚羅･弘昼, 西林覚羅･鄂尔泰, 富察･福敏, (舒穆祿氏)徐元夢『八旗滿洲氏族通譜』四庫全書, 1744 (漢文) ＊Wikisource版
- 章佳･阿桂, 于敏中, 鈕祜祿･和珅, 董誥『滿洲源流考』四庫全書, 1778 (漢文)
- 編者不詳『滿洲實錄』四庫全書, 1781 (漢文)
- 趙爾巽, 他100余名『清史稿』巻223, 清史館, 1928 (漢文) ＊中華書局版

### 研究書
- 王冬芳『大清国的由来与去向 王冬芳文集』「叶赫部首领逞加奴兄弟的兴衰」社会科学文献出版社, 2013 (中国語) ＊维基百科より引用。

### Webページ
- 「明實錄、朝鮮王朝実録、清實錄資料庫」中央研究院歴史語言研究所 (台湾)